# Bājvand
Bājvand (persiska: باجوَند, باجوند, بَجِوَن) är en ort i Iran.   Den ligger i provinsen Västazarbaijan, i den nordvästra delen av landet, 500 km väster om huvudstaden Teheran. Bājvand ligger 1 484 meter över havet och antalet invånare är 163.
Terrängen runt Bājvand är kuperad åt sydväst, men åt nordost är den platt.Runt Bājvand är det ganska tätbefolkat, med 60 invånare per kvadratkilometer. Närmaste större samhälle är Ḩājjīābād-e Okhtāchī, 11,4 km öster om Bājvand. Trakten runt Bājvand består i huvudsak av gräsmarker.